# Sundsvalls kapell
Sundsvalls kapell är en kyrkobyggnad som hör till Jesu Kristi Kyrka av Sista Dagars Heligas gren i Sundsvall. Kapellet invigdes den 23 april 1985 av Joseph B Wirthlin.